# Атанас Караманов
Атанас Караманов или Карамана е български революционер, струмишки деец на Вътрешната македоно-одринска революционна организация.

## Биография
Роден е в 1863 година в струмишкото село Дабиля. Произхожда от бедно земеделско семейство. Учителства в родното си село. Присъединява се към ВМОРО и става ръководител на Дабилския комитет. По-късно става нелегален и е самостоятелен войвода в Струмишко. Определян е от свой съратници за „юначен, но с хайдушки навици“. След Младотурската революция от юли 1908 година и последвалия контрапреврат на Абдул Хамид II участва в похода към Цариград.
След възстановянето на ВМОРО, Караманов остава на турска страна и на 1 август 1911 година влиза в престрелка край Струмица с войводата Костадин Самарджиев – Джемото, като и двамата загиват.
В центъра на родното му село е изграден негов паметник.